# Xã Ervin, Quận Traill, Bắc Dakota
Xã Ervin (tiếng Anh: Ervin Township) là một xã thuộc quận Traill, tiểu bang Bắc Dakota, Hoa Kỳ. Năm 2010, dân số của xã này là 160 người.